# The New York Sun
Pour les articles homonymes, voir The Sun (homonymie).
The New York Sun est un ancien journal new-yorkais, devenu un média en ligne américain. Sa ligne éditoriale est conservatrice. 
De 2002 à 2008, il publie sous la forme d'un quotidien papier diffusé quotidiennement à New York. Le premier numéro est publié en 2002 et le journal reprend de nombreux éléments de l'ancien quotidien new-yorkais The Sun (1833–1950). Il devient le premier journal universel grand format à être lancé à New York depuis plusieurs décennies. Il cesse sa publication en septembre 2008, handicapé par des difficultés financières.  
De 2009 à 2021, il publie occasionnellement en ligne d'articles, principalement des articles d'opinion. Le 2 novembre 2021, The New York Sun est racheté par Dovid Efune, ancien PDG et rédacteur en chef d'Algemeiner Journal. À la suite du rachat, le journal reprend une publication en ligne régulière en 2022, se concentrant sur le support numérique.  

## Historique

### Création
Le Sun est nommé en référence à l'ancien journal The Sun, publié de 1833 à 1950. Le Sun relancé est fondé par un groupe d'investisseurs dont Conrad Black. L'objectif est de fournir une alternative au New York Times, présentant en première page des informations sur des événements locaux et nationaux, contrairement à l'accent mis sur l'actualité nationale et internationale par le Times. Le Sun commence à paraître le 16 avril 2002, dans le contexte d'un déclin global des journaux aux États-Unis, une perte de revenus publicitaires liée à Internet et la montée des nouveaux médias. Il est le premier quotidien lancé à New York depuis 1976, lorsque News World Communications, une société dirigée par la Secte Moon, lance le New York City Tribune (qui est renommé New York City Tribune et arrête de publier en 1991). 
Le président du journal et directeur de publication est Seth Lipsky, ancien rédacteur du Forward. Ira Stoll, rédacteur en chef du journal, occupe le poste de vice-président. La devise du journal, partagée avec son prédécesseur et homonyme, est « It shines for all » (« Il brille pour tous »). 

### Difficultés rencontrées dès sa création
D'emblée, le journal lutte pour son existence,,. Au moment de sa création, un analyste financier des médias déclare que les chances de survie du Sun sont « plutôt sombres », tandis qu'un autre chroniqueur le qualifie de « proposition la plus improbable ». Le New York Sun est insuffisamment financé dès sa création, avec dix investisseurs mettant en jeu un total d'environ 15 millions de dollars — insuffisant pour une publication à long terme. L'un d'entre eux est Conrad Black, qui se retire en 2003. Parmi ces investisseurs figurent également les gestionnaires de fonds spéculatifs Michael Steinhardt et Bruce Kovner, le gestionnaire de fonds de capital-investissement Thomas J. Tisch, ainsi que Roger Hertog. Malgré la faible trésorerie, Seth Lipsky espère atteindre le seuil de rentabilité au cours de la première année d'exploitation.
Installé dans le Cary Building à Lower Manhattan, le siège du Sun, est insalubre, avec des téléphones et des ordinateurs ne fonctionnant pas, un ascenseur ainsi qu'un système d'alarme incendie défaillants, et des sanitaires à la tuyauterie douteuse. 
L'Alliance for Audited Media estime que, lors des six premiers mois de la parution, le Sun a une diffusion moyenne d'un peu moins de 18 000 exemplaires. En 2005, le journal annonce une diffusion estimée à 45 000 exemplaires. En décembre 2005, le Sun se retire de l'Audit Bureau of Circulations afin de rejoindre le Certified Audit of Circulations, dont les autres clients new-yorkais sont les journaux gratuits The Village Voice et AM New York. Il entame une campagne agressive de diffusion gratuite dans des quartiers chics,. Alors que le Sun déclare toucher « 150 000 des lecteurs les plus influents de New York chaque jour », un audit indique qu'il se vend seulement à environ 14 000 exemplaires par jour, tout en en distribuant entre 66 000 et 85 000 par jour,. En comparaison, le New York Daily News vend environ 700 000 exemplaires par jour durant cette période. 
Le Sun décide d'offrir des abonnements gratuits pendant une année entière aux résidents des codes postaux les plus recherchés par les annonceurs ; cette idée, ainsi que d'autres pratiques d'optimisation de la diffusion, le rend certes plus attractif pour les annonceurs, mais diminue aussi ses chances de devenir rentable. 
La version en ligne du Sun est accessible gratuitement à partir d'août 2006. Le Sun acquiert l'année suivante l'adresse web www.LatestPolitics.com.

### Arrêt de la publication papier
Dans un éditorial adressé aux lecteurs, publié à la une de l'édition du 4 septembre 2008, Seth Lipsky annonce que le journal a subi des pertes importantes et doit « cesser la diffusion à la fin du mois de septembre à moins [de réussir] à trouver un soutien financier supplémentaire »,. La principale entrave est que les bailleurs de fonds du journal refusent davantage d'argent tant que de nouveaux investisseurs disposant de capitaux à mettre en jeu ne soient trouvés. L'espoir de financer le journal s'éteint lorsque la crise financière mondiale de 2007-2008 éclate, et le Sun cesse de paraître le 30 septembre 2008,,. Le journal compte alors approximativement 100 employés, et emploie également de nombreux travailleurs indépendants. Le maire de New York, Michael Bloomberg, déclare que : « Le Sun a fort brillé, bien que trop brièvement », et que ses auteurs étaient « intelligents, réfléchis et provocateurs ». Interrogé sur les raisons de l'arrêt du journal, Lipsky répond : « nous avions besoin de fonds supplémentaires... L'effondrement financier de 2008 balayait le monde et Internet devenait un défi pour la presse écrite traditionnelle ».

### Relance du site
En dépit de l'arrêt de la publication du journal, le site web du New York Sun recommence à être actif le 28 avril 2009,,. Michael Calderone, de Politico, cite Lipsky qui reste flou sur l'avenir du média, déclarant qu'« un plan d'affaires pour le site est encore en cours d'élaboration ». Le site web ne contient qu'un sous-ensemble du contenu original du journal, principalement des éditoriaux paraissant à intervalles irréguliers, des tribunes libres, ainsi que de fréquentes contributions de l'économiste et chroniqueur Lawrence Kudlow.
Le 2 novembre 2021, le New York Sun est racheté par Dovid Efune, ancien PDG et rédacteur du Algemeiner Journal. Il confirme Seth Lipsky au poste de rédacteur en chef. À la suite du rachat, le New York Sun reprend ses reportages en ligne à temps plein en 2022, se concentrant sur une stratégie du numérique avant tout.

## Ligne éditoriale
En 2002, Seth Lipsky, le directeur de publication, déclare que l'éditorial du journal soutiendra « un gouvernement limité, la liberté individuelle, des principes constitutionnels fondamentaux, l'égalité devant la loi, la croissance économique […] des normes[pas clair] en matière de littérature, de culture, et d'éducation ». Un autre objectif, selon le directeur de publication en 2009, est de « saisir le rythme local dont le New York Times s'éloigne alors qu'il cherche à devenir un journal national »,. En 2004, Ira Stoll qualifie l'orientation politique du Sun comme étant de centre droit. 
Les chroniqueurs du Sun sont pour certains des personnalités connues comme conservatrices et néo-conservatrices, notamment William F. Buckley, Jr., Daniel Pipes et Mark Steyn. Le chroniqueur catholique, conservateur et pro-vie Richard John Neuhaus, écrivant en 2006 dans First Things, décrit le Sun comme un journal « s'étant rendu indispensable pour les new-yorkais ».
Un associé de Conrad Black prédit à juste titre en 2002 que le journal sera néo-conservateur dans ses perspectives. Ainsi, en 2003, le Sun soutint le président George W. Bush et sa décision de déclarer la guerre d'Irak. Des éditoriaux non signés dans le journal promeuvent la politique de Dick Cheney et prônent la poursuite en justice des manifestants contre la guerre d'Irak pour haute trahison,. Le journal appelle également à une action forte contre la menace perçue de l'Iran et se distingue pour sa couverture appuyée des questions liées à la communauté juive et son plaidoyer pour le droit d'Israël à se défendre, comme en témoignent les articles du journaliste pro-israélien Aaron Klein,,.
En mai 2007, le chroniqueur d'Adweek Tom Messner qualifie le Sun de « meilleur journal de New York », remarquant que « le New York Sun est un journal conservateur, mais gagne le respect de la gauche ».
Alex Jones du Shorenstein Center on Media, Politics and Public Policy déclare en 2008 qu'il s'agit « surtout d'un journal apprécié par ceux qui n'aiment pas le New York Times, et il y en a beaucoup à New York ». Le journal obtient également plus de scoops qu'il n'en espérait pour son format. Stephen B. Shepard, directeur de la Craig Newmark Graduate School of Journalism, de l'université de la ville de New York, écrit en 2008 que sa couverture des informations locales lui a valu une place dans le monde médiatique new-yorkais. Par conséquent, il se serait fait connaître comme un bon journal pour les jeunes journalistes ambitieux et courageux qui voulaient débuter.

## Controverses
Le 9 janvier 2008, le journal publie des allégations, écrites par le conseiller de rédaction Daniel Johnson, liant le candidat à l'élection présidentielle Barack Obama et le candidat du Kenya (et futur Premier ministre) Raila Odinga. Elles sont infondées, s'appuyant sur ce qui sera décrit plus tard comme « une histoire absolument fallacieuse »,.
The Sun est victime de plagiat à trois reprises, lorsque The News-Sentinel annonce le 1er mars 2008 que « 20 des 38 articles d'invités [...] rédigés [...] depuis 2000 » par Timothy Goeglein, membre du personnel de la Maison-Blanche de Bush, sont ultérieurement identifiés comme du plagiat ; trois sont des articles originaux publiés dans The Sun. Goeglein finit par démissionner. 